# アポロA-103
アポロA-103はアメリカ合衆国のアポロ計画において打ち上げられた、8基目のサターンI 型ロケットである。アポロ司令・機械船の模型を軌道上に乗せるのは、これが3度目になる。このロケットはまた、宇宙から飛来する宇宙塵（微少隕石）が衛星の船体に及ぼす影響を調べるペガサスA（Pegasus A）衛星を搭載していた。

## 目的
A-103の飛行計画には12の目的があり、そのうちの2つはペガサスAに関わるもの、8つはロケットの性能試験に関わるもの、1つは緊急脱出用ロケット（launch escape system, LES）の切り離しに関わるもの、1つは司令船の切り離しに関わるものであった。ペガサスAの目的は、
(1) 機体の構造や電気的システムの機能に関する試験
(2) 低軌道において宇宙塵が機体に及ぼす影響の調査
であった。ペガサスAを軌道に乗せるミッションが加わったため、今回の軌道はアポロA-101やアポロA-102とは違ったものになった。

## 構造
A-103は一段目にS-I、二段目にS-IV を使用し、ペガサスAは二段目の上部に搭載されていた。S-IVの上部 とペガサスAは一体化されていた。さらにその上には模擬のアポロ司令・機械船とLESが搭載されており、LESは上昇中に、司令・機械船は軌道投入後に投棄された。ペガサスAは重量およそ1,805kgで、計測用の翼を広げたときの幅は29.3mになる。

## 飛行
A-103は1965年2月16日14:37:03（UTC）、ケープ・カナベラルの37B発射台から打ち上げられた。飛行は正常に行われ、ペガサスAはおよそ10分半後に近地点495km、遠地点743kmの楕円軌道上に乗った。軌道は当初計画されていたのに極めて近いものであった。
発射から804秒後に保護カバーが開かれ、その1分後には微少隕石観測用の翼が展開を開始した。ペガサスの寿命は当初1188日と予想されていたが、実際にはそれよりも若干長く、3年半後の1968年8月29日に消息を絶った。いくつかの小さな故障はあったものの、A-103計画は成功裏に終わった。

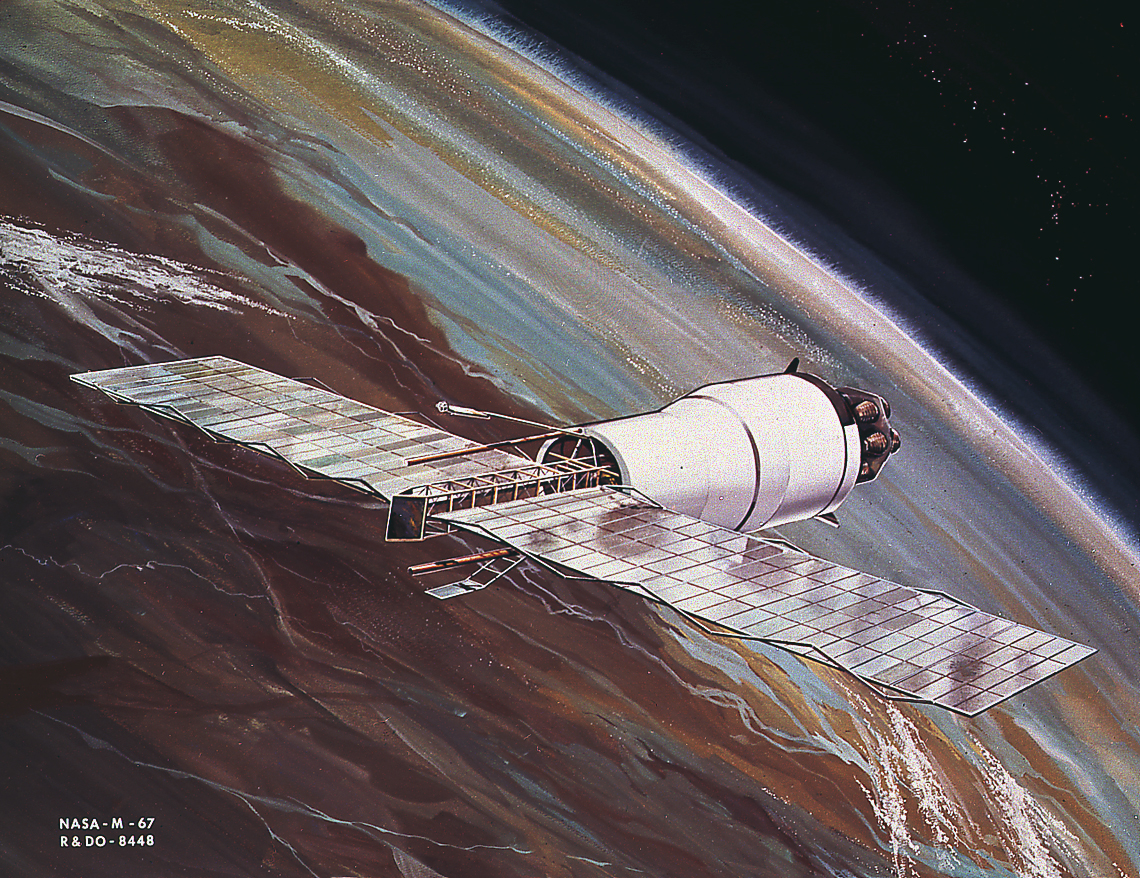
ペガサスA（NASA）

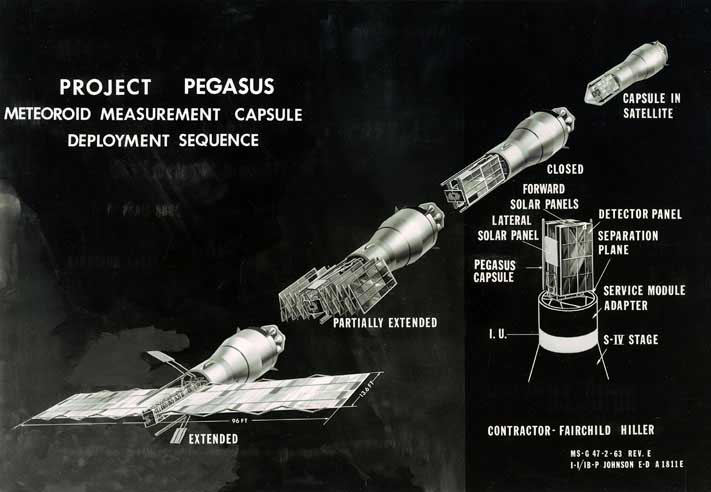
ペガサスA概要（NASA）

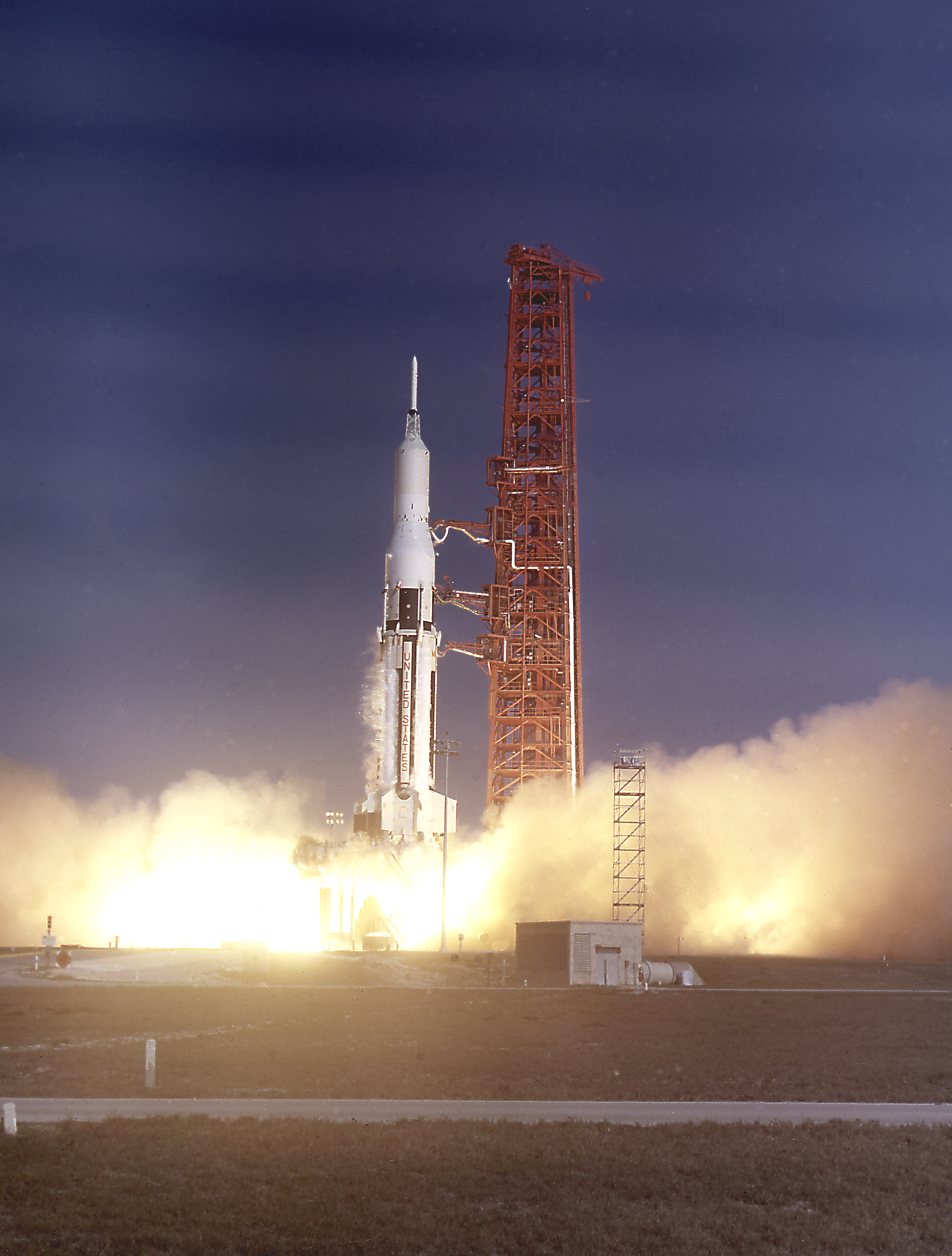
A-103の発射（NASA）